# Fixing
Per fixing (traduzione dall'inglese fissare) si intende l'atto di fissare la quotazione ufficiale dell'oro sul mercato di Londra. 
Il termine si è poi diffuso ad altre borse, mercati dei cambi, e alle transazioni che si svolgono sui circuiti delle borse valori.
La quotazione ufficiale dell'oro viene effettuata a Londra due volte al giorno sin dal 1919 da 5 grandi istituti bancari (Scotia Mocatta, HSBC, Deutsche Bank, Barclays e Société Générale). Sulla base del prezzo di apertura quotidiano fissato dal direttore dell'associazione, ogni membro valuta gli ordini di acquisto e vendita ricevuti procedendo quindi alla compravendita di oro. Quando la domanda e l'offerta sono in equilibrio, la quotazione viene ufficialmente fissata.
Nei casi in cui una società mineraria o miniera artigianale collochi sul mercato un prodotto (oro) a prezzo maggiorato, in virtù di caratteristiche esclusive ed originali attribuibili a innovazione, responsabilità sociale e ambientale, tale maggiorazione rispetto al fixing è definita premio o premium.

## In Italia
Fino al 1992, in Italia, il fixing dei cambi indicava la formazione di un listino ufficiale delle valute affidata alla Banca d'Italia, al fine di fornire un valore di riferimento ufficiale nelle operazioni in valuta a chiunque dovesse compiere transazioni valutarie. Il Centro operativo cambi in Banca d'Italia era incaricato di gestire operazioni sulle riserve per arrivare senza squilibri al fixing quotidiano lira-dollaro delle 13.15. Il fixing dei cambi è stato sospeso in seguito alla svalutazione del 1992 e abolito dalla legge 312/1993.